# Ana Ayora
Ana Ayora (* 8. Juli 1983 in Miami) ist eine US-amerikanische Schauspielerin. Seit 2008 war sie in mehr als einem Dutzend Film- und Fernsehproduktionen zu sehen. Eine wiederkehrende Rolle hatte sie von 2013 bis 2016 in der Serie Banshee – Small Town. Big Secrets. inne.

## Filmografie (Auswahl)
- 2009: Lincoln Heights (Fernsehserie, 2 Episoden)
- 2010: Savage County (Fernsehfilm)
- 2013: The Big Wedding
- 2013: Meddling Mom (Fernsehfilm)
- 2013–2016: Banshee – Small Town. Big Secrets. (Banshee, Fernsehserie, 8 Episoden)
- 2014: Die Autodiebe (Chop Shop, Fernsehserie, 6 Episoden)
- 2014: Redeemed
- 2016: Ride Along: Next Level Miami
- 2017: Major Crimes (Fernsehserie, 2 Episoden)
- 2018: MacGyver (Fernsehserie, Episode 2x21 Wind + Water)
- 2019: Captain Marvel
- 2019–2022: In the Dark (Fernsehserie, 26 Episoden)
- 2020: The Christmas House (Fernsehfilm)
- 2021: The Christmas House 2: Deck Those Halls (Fernsehfilm)
- 2023: Truth Be Told – Der Wahrheit auf der Spur (Truth Be Told, Fernsehserie, 4 Episoden)